# Magnavox Odyssey
Magnavox Odyssey je první komerční herní konzole. Hardware navrhl malý tým vedený Ralphem H. Baerem ze společnosti Sanders Associates. Odyssey se skládá z bílé, černé a hnědé krabice, která se připojuje k televizoru, a dvou obdélníkových ovladačů připojených pomocí vodičů. Konzole nemůže generovat audio ani sledovat skóre.
S nápadem na herní konzoli přišel Baer v srpnu 1966. Během následujících tří let vytvořil společně s Billem Harrisonem a Billem Ruschem sedm po sobě jdoucích prototypových konzolí. Sedmý, známý jako Brown Box, byl předveden několika výrobcům před tím, než společnost Magnavox souhlasila s jejich výrobou v lednu 1971. Po uvolnění konzoly prodala společnost Magnavox v prvním roce 69 000 kusů a 350 000 v době, kdy byla konzole ukončena v roce 1975. Jedna z 28 her vytvořených pro tento systém, pingpongová hra, byla inspirací pro úspěšnou hru Pong. Vydání Odyssey ohlašovalo začátek první generace videoherních konzolí a bylo ranou součástí vzestupu komerčního videoherního průmyslu.

## Design

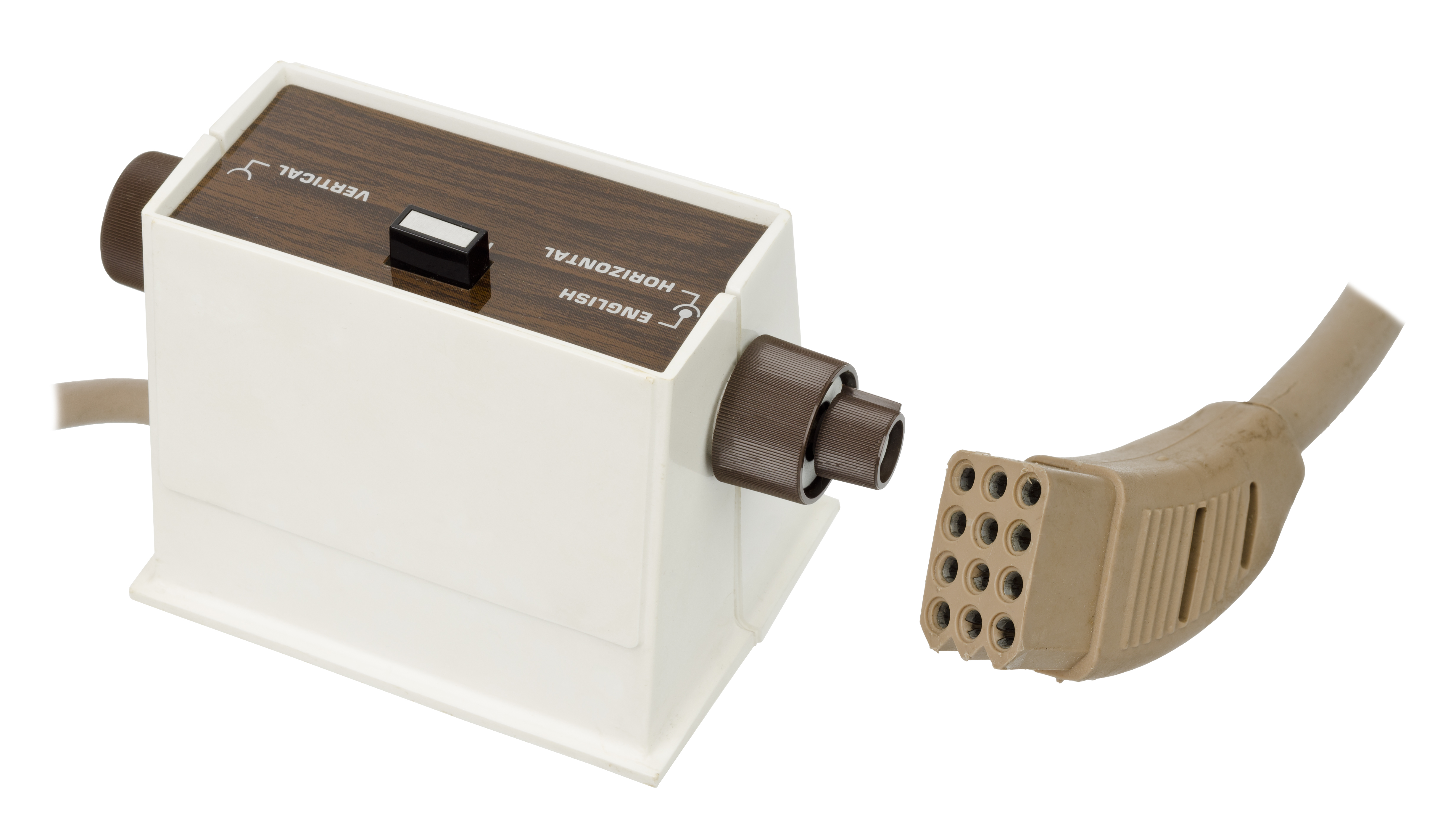
Ovladač Magnavox Odyssey

Odyssey se skládá z černé, bílé a hnědé podlouhlé krabice propojené dráty se dvěma obdélníkovými ovladači. Konzole se připojuje k televizoru prostřednictvím přiložené spínací skříňky, která umožňuje hráči přepínat televizní vstup mezi Odyssey a běžným televizním vstupním kabelem a prezentuje se jako televizní kanál na kanálu tři nebo čtyři, který se poté stal standardem pro herní konzole. Ovladače, navržené tak, aby seděly na rovném povrchu, obsahují jedno tlačítko označené Reset na horní straně ovladače a tři knoflíky: jeden na pravé straně ovladače a dva na levé straně. Tlačítko reset resetuje jednotlivé prvky v závislosti na hře, například zviditelní bod hráče po jeho vypnutí. Systém může být napájen šesti C bateriemi, které byly součástí balení; volitelný zdroj střídavého proudu se prodával samostatně. Odyssey postrádá zvukové schopnosti a dokáže zobrazit pouze bílé tvary na prázdné černé obrazovce.

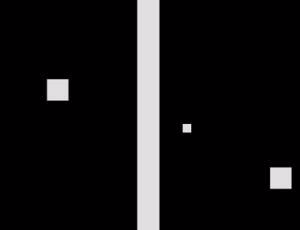
,,Předchůdce" hry Pong

Interně je architektura Odyssey složena z digitálních počítačových dílů. Obvody jsou implementovány v logice dioda-tranzistor pomocí diskrétních tranzistorů a diod. Samotné hry nepoužívají kazety ROM jako pozdější konzoly, ale místo toho používají „herní karty“ složené z desek plošných spojů, které se zapojují do konzoly. Tyto karty upravují vnitřní obvody jako sadu přepínačů nebo propojek, což způsobuje, že Odyssey zobrazuje různé komponenty a reaguje na vstupy odlišně. Více her používá stejné karty, přičemž hráč má různé pokyny ke změně stylu hry.
Odyssey je schopen zobrazit tři čtvercové body a svislou čáru na obrazovce. Dvě z teček jsou ovládány dvěma hráči a třetí samotným systémem. Hlavní konzola má dva číselníky, z nichž jeden posouvá svislou čáru po obrazovce a druhý upravuje rychlost počítačově ovládaného bodu.